# Albrecht Philipp
Pour les articles homonymes, voir Philipp.
Albrecht Philipp (né le 1er février 1883 à Kleinwolmsdorf et mort le 24 janvier 1962 à Borna) est un homme politique allemand (DNVP, SLV (de)).

## Biographie
Albrecht est le fils du directeur de la brasserie de Radeberg et membre du parlement de l'État de Saxe Gustav Philipp. Il étudie à l'école maternelle du collège des professeurs du baron von Fletcher à Dresde de 1889 à 1891. Ensuite, il étudie jusqu'en 1894 à la 4e école des citoyens à Dresde et à partir de 1894 à l'école de l'Épiphanie (de), où il est diplômé du lycée en 1901.
De 1903 à 1907, Philipp étudie les langues, l'histoire, la géographie, la philosophie et l'économie à l'Université de Leipzig sous la direction de Karl von Bahder (de), Emil Jungmann (de), Alfred Doren (de), Karl Lamprecht, Rudolf Kötzschke (de) et Gerhard Seeliger (de). En 1906, il devient docteur en philosophie, et l'année suivante, il passe l'examen d'État pour les enseignants des écoles secondaires.
En 1907/08, il est assistant de recherche aux Archives d'État de Weimar. Après avoir pris un poste d'enseignant d'essai au Realgymnasium et à l'école d'agriculture de Döbeln en 1908, il est employé comme enseignant au Realgymnasium de Borna en 1909, où il enseigne l'histoire et la géographie. Depuis 1914, il est professeur principal.
Il participé à la Première Guerre mondiale de 1914 à 1916 en tant que volontaire de guerre, plus récemment au grade de lieutenant.
En 1930, il est transféré au Realgymnasium de Leipzig, mais retourne à Borna en 1931. De 1939 à décembre 1943, il est membre de la Wehrmacht, dont il se retire comme Rittmeister de la réserve.
De 1944 à 1948, il travaille de nouveau comme enseignant à Borna avant de prendre sa retraite en 1949.
Avec Horst Kohl, il est co-éditeur du calendrier Bismarck de 1913 à 1915. Dans la République de Weimar de 1921 à 1930, il est rédacteur et principal collaborateur de l'hebdomadaire national allemand Sächsischer Volksbote.
Philipp est protestant et est marié à Alexandrine Pauline Wagner, fille du constructeur Paul Wagner, depuis 1919.

## Parlementaire
Après le décès d'Hugo Gottfried Opitz (de), Philipp est élu le 19 septembre 1916 dans la 25e circonscription rurale de la 2e chambre du parlement de l'État de Saxe (de). Il est membre du groupe parlementaire conservateur et en tant que représentant de la Fédération des agriculteurs jusqu'à ce que la monarchie constitutionnelle du Royaume de Saxe soit abolie en novembre 1918. En 1919/20, il est membre de l'Assemblée nationale de Weimar en tant que représentant de la 29e circonscription saxonne. De 1920 à 1930, il est député du Reichstag. De 1920 à 1924, il détient le mandat de la 32e circonscription saxonne (Leipzig), de 1924 à 1930 celui de la 29e circonscription saxonne (également Leipzig). De 1919 à 1928, Philipp représente le Parti populaire national allemand et à partir de 1928 les Paysans saxons (de)) (SLV). En tant que représentant du SLV, avec l'ancien membre du Reichstag, Alwin Domsch (de), il s'efforce d'obtenir des places sur la liste de la proposition électorale commune du SLV et du CNBL. Alors que Domsch réussit, Philipp ne peut pas s'imposer face à Karl Heinrich Sieber (de) et quitte le Reichstag.

## Publications
- August der Starke und die Pragmatische Sanktion. Leipzig 1908.
- avec Eugen Fischer, Walter Bloch: Die Ursachen des deutschen militärischen Zusammenbruchs 1918. Die Geschichte einer „parlamentarischen Untersuchung“ 1919–1925. Berlin 1925.